# 希爾施巴赫河 (伊薩爾河支流)
47°40′17.29″N 11°34′25.90″E / 47.6714694°N 11.5738611°E

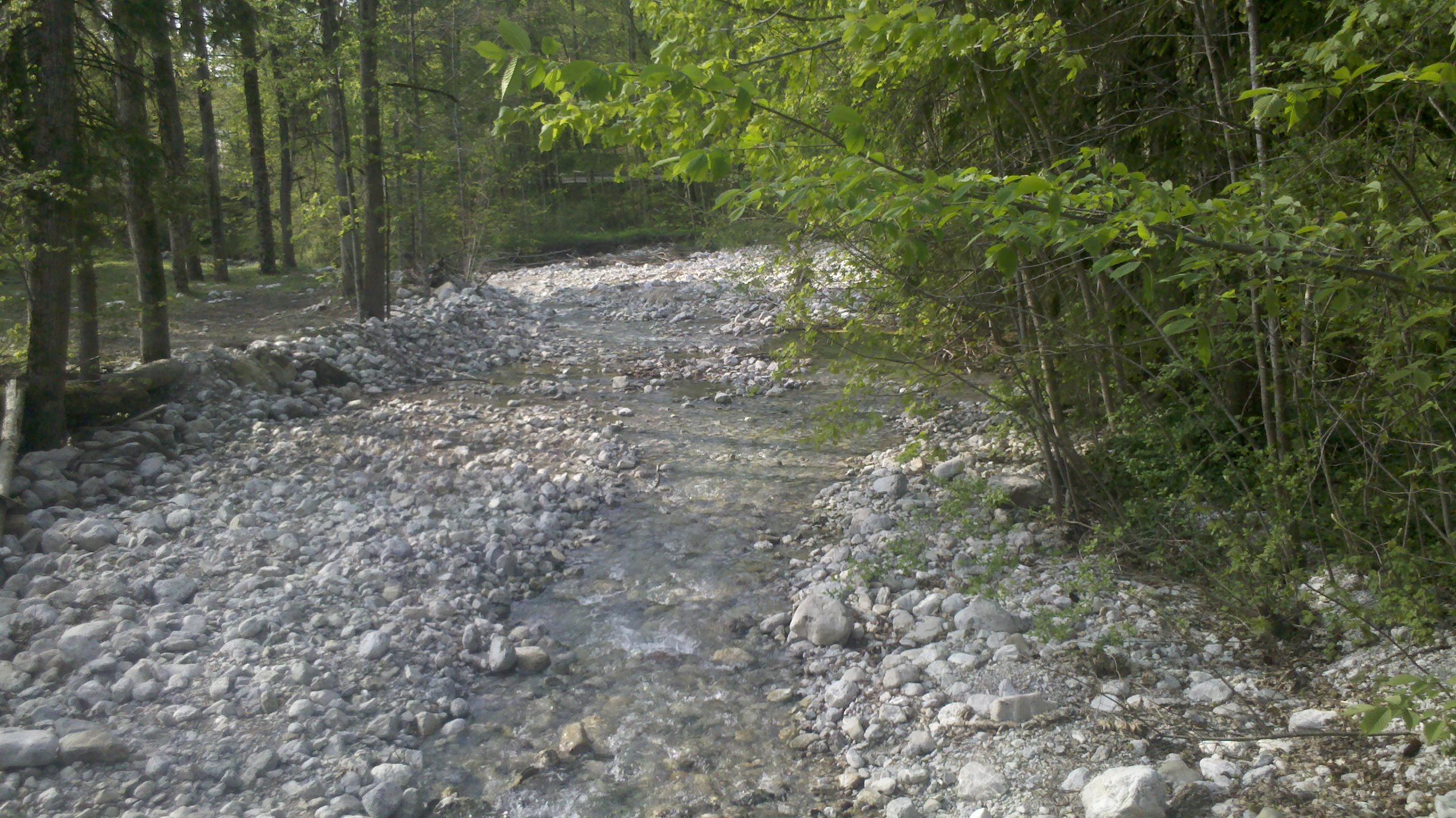

希爾施巴赫河（德語：Hirschbach），是德國的河流，位於該國東南部，由巴伐利亞負責管轄，屬於伊薩爾河的右支流，河道全長8.3公里，流域面積12平方公里，發源自坎彭山西坡。